# MY Весов
MY Весов (лат. MY Librae) — одиночная переменная звезда в созвездии Весов на расстоянии (вычисленном из значения параллакса) приблизительно 40872 световых лет (около 12531 парсека) от Солнца. Видимая звёздная величина звезды — от +19,8m до +18,7m.

## Характеристики
MY Весов — пульсирующая переменная звезда типа RR Лиры (RRAB).